# Dansk Bordhockey Union
Dansk Bordhockey Union er et forbund som organiserer bordhockey i Danmark. Forbundet er anerkendt af International Table Hockey Federation.
Forbundet ledes af en bestyrelse bestående af Michael Toft Nielsen, Anette Engel og Bjarne Axelsen. 
Forbundet er stiftet 1. marts 2004.
Det danske individuelle mesterskab i bordhockey har været afholdt siden 2004, først som en serie af turneringer og fra 2013 som en turnering over én dag i en by, som blev valgt af bestyrelsen i årene 2013-16 og siden 2017 er blevet valgt gennem afstemning fra spillerne med et betalt DBHU Sæsonkontingent.

## Vindere

### DM 2013 i Brønderslev
- Bjarne Axelsen (Guld)
- Anders Dodensig (Sølv)
- Mathias Jacobsen (Bronze)

### DM 2014 i Skørping
- Bjarne Axelsen (Guld)
- Anders Dodensig (Sølv)
- Anette Engel (Bronze)

### DM 2015 i Vejgaard
- Bjarne Axelsen (Guld)
- Anette Engel (Sølv)
- Mathias Jacobsen (Bronze)

### DM 2016 i Randers
- Bjarne Axelsen (Guld)
- Anders Dodensig (Sølv)
- Anette Engel (Bronze)

### DM 2017 i Haderslev
- Bjarne Axelsen (Guld)
- Anders Dodensig (Sølv)
- Anette Engel (Bronze)

### DM 2018 i Aabenraa
- Bjarne Axelsen (Guld)
- Anders Dodensig (Sølv)
- Anette Engel (Bronze)

### DM 2019 i Svendborg
- Bjarne Axelsen (guld)
- Michael Toft Nielsen (sølv)
- Anette Engel (bronze)

## Medlemsklubber
- Fremad Eagles Bordhockey
- Evolution BHK
- Copenhagen Ice Breakers
- Global Ishockey Helsingør
- Hvide Ulve